# Анастасија Сарокина
Анастасија Сарокина (блр. Анастасія Сарокіна; рођена 26. јануара 1980. године у Минску, Белорусија) је аустралијска шахисткиња, женски интернационални мајстор (WIM), Међународни судија и ФИДЕ тренер.

## Шаховска каријера
Сарокина је освојила првенство у шаху  Белорусије за девојчице у својој старосној групи осам пута (1992, 1993, 1994, 1995, 1996, 1997, 1998, и 2000). Била је друга на Белоруском женском шаховском првенству у 1998. години.
Сарокина је представљао Белорусију на две шаховске олимпијаде у Јеревану 1996, и Елисти 1998. Аустралију је представљала на 36. шаховској Олимпијади у Калвији 2004. Њен најбољи резултат је био у 1998. години, када је постигла 5.5/9 за Белорусију на резервној табли.
Женски Међународни Мајстор (WIM) Сарокина је постала  2001. године, а ФИДЕ, међународни судија у 2002. години, и тренер ФИДЕ у 2005. години.
Била јеасудија на шаховској Олимпијади у Бледу 2002, Истанбул 2012, бројним ФИДЕ Гран при 2012-13 догађајима, као и на неколико других великих ФИДЕ турнири.

## Лични живот
Сарокина се преселила у Аустралију у 2003. години, и ради као тренер у Квинсленд школи шаха, а потом годину дана и у школи "Шаховска деца" у Мелбурну. Онда је отворила своју сопствену "Шаховску академија" у року од неколико година. Она тренутно живи у Белорусији са својом породицом. Њен ујак је велемајстор Виктор Купрејчик.